# Eacles masoni
Eacles masoni är en fjärilsart som beskrevs av William Schaus 1896. Eacles masoni ingår i släktet Eacles och familjen påfågelsspinnare. Inga underarter finns listade i Catalogue of Life.

## Bildgalleri

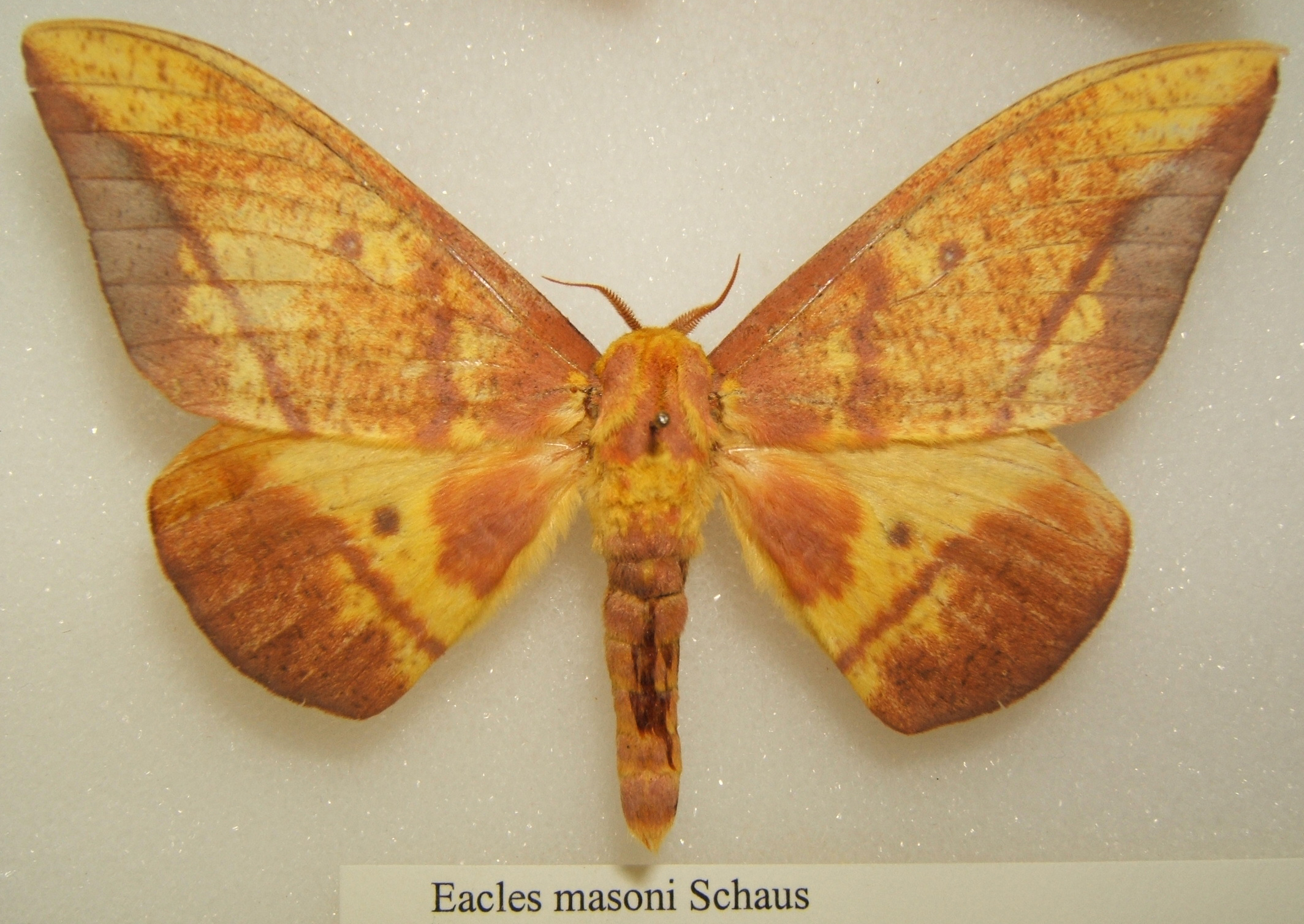
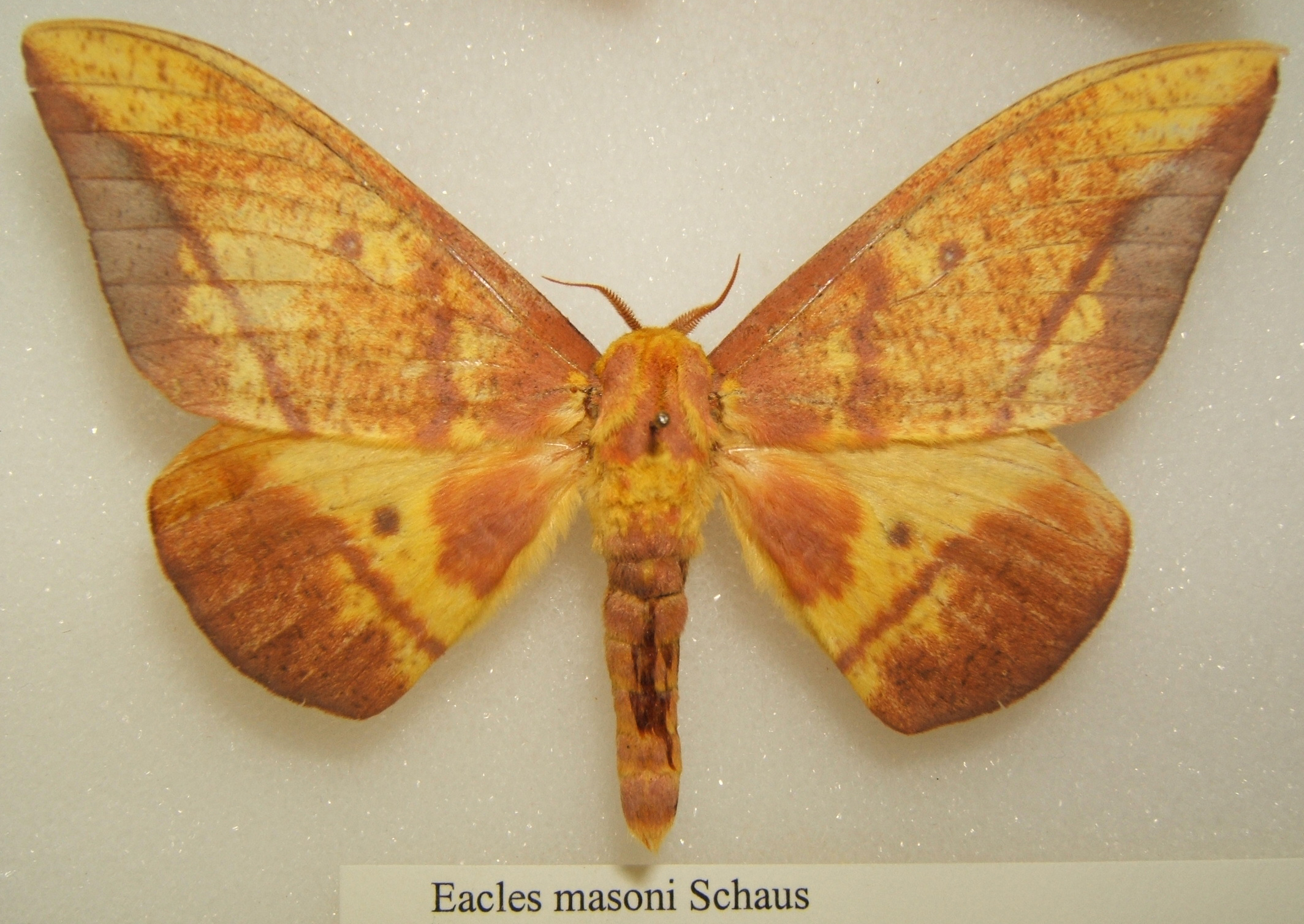